# 日名西町
日名西町（ひなにしまち）は、愛知県岡崎市の町名。丁番を持たない単独町名であり、小字は設置されていない。

## 地理
岡崎市の西部に位置する。

### 番地
| - 1 - 2 - 3 - 4 - 5 | - 6 - 7 - 8 - 9 - 10 | - 11 - 13 - 15 - 16 |

## 世帯数と人口
2019年（令和元年）5月1日現在の世帯数と人口は以下の通りである。
| 町丁     | 世帯数  | 人口    |
| -------- | ------- | ------- |
| 日名西町 | 601世帯 | 1,241人 |

### 人口の変遷
国勢調査による人口の推移
| 1995年（平成7年）  | 1,019人 | [ 6 ]  |  |
| 2000年（平成12年） | 1,071人 | [ 7 ]  |  |
| 2005年（平成17年） | 1,253人 | [ 8 ]  |  |
| 2010年（平成22年） | 1,244人 | [ 9 ]  |  |
| 2015年（平成27年） | 1,248人 | [ 10 ] |  |

## 学区
市立小・中学校に通う場合、学区は以下の通りとなる。
| 番・番地等 | 小学校             | 中学校             | 高等学校普通科 |
| ---------- | ------------------ | ------------------ | -------------- |
| 全域       | 岡崎市立広幡小学校 | 岡崎市立城北中学校 | 三河学区       |

## 歴史
額田郡日名村の一部を前身とする。

### 沿革
1976年（昭和51年）3月25日 - 岡崎都市計画中部土地区画整理事業の換地処分に伴い、日名町の一部より日名西町が成立。

## 施設

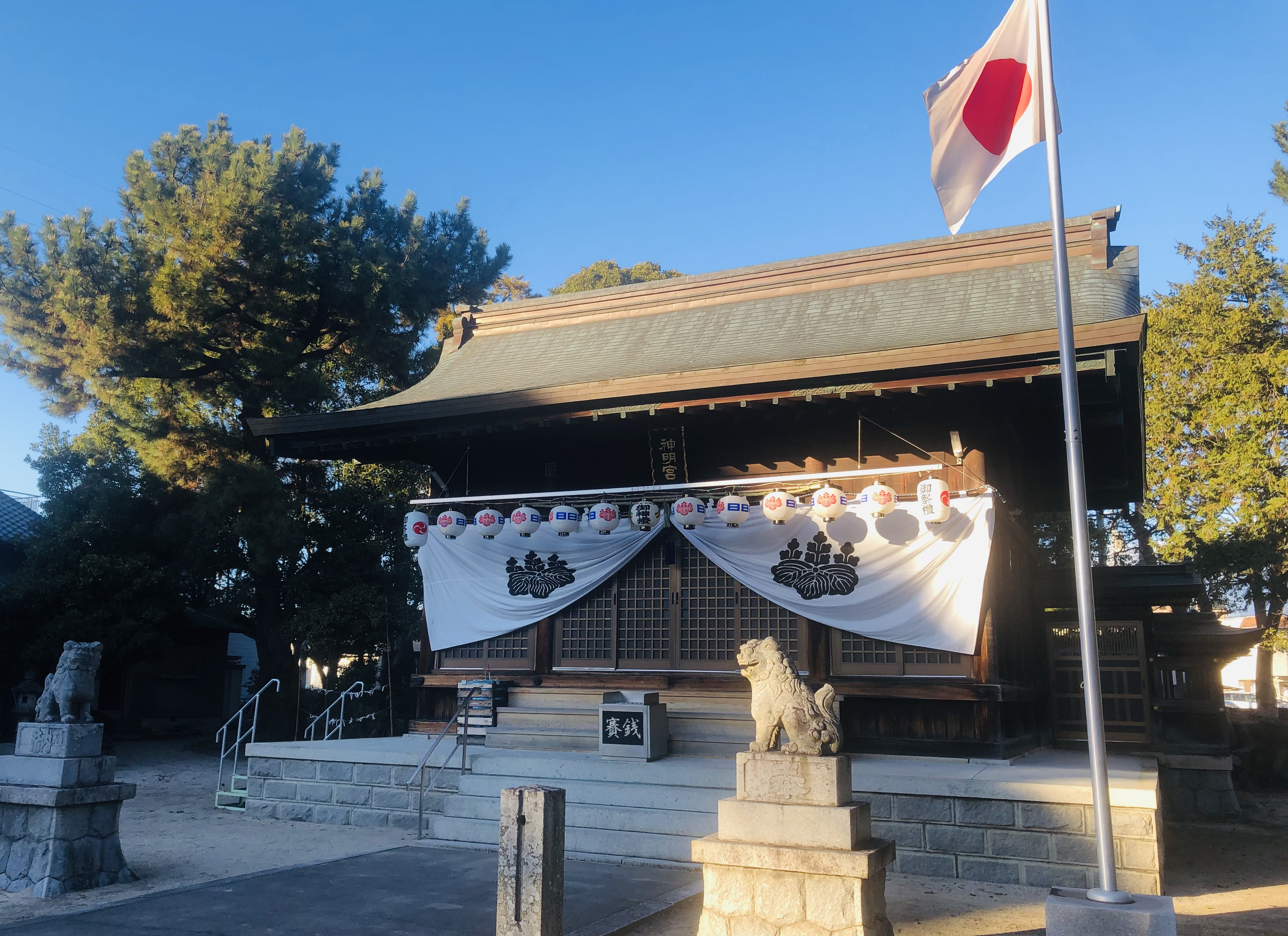
日名神明宮

富士ファイン株式会社 本社

- 日名神明宮
- 神明公園
- 槌屋ヤック 本社
- 富士ファイン 本社
- スギ薬局日名西店

## その他

### 日本郵便
- 郵便番号 : 444-0917[4]（集配局：岡崎郵便局[12]）。

## 参考資料
- 「角川日本地名大辞典」編纂委員会 編『角川日本地名大辞典 23 愛知県』角川書店、1989年3月8日。ISBN 4-04-001230-5。
- 有限会社平凡社地方資料センター 編『日本歴史地名大系第23巻 愛知県の地名』平凡社、1981年。ISBN 4-582-49023-9。